# Heartbeat (1946)
Heartbeat is een Amerikaanse dramafilm uit 1946 onder regie van Sam Wood. Destijds werd de film in Nederland uitgebracht onder de titel Met heel mijn hart.

## Verhaal
Als Arlette Lafron uit haar heropvoedingsschool ontsnapt, besluit ze als zakkenroller door Parijs te zwerven. Ze wordt betrapt tijdens een diefstal en de man die haar betrapt wil dat ze een klusje opknapt tijdens een groot feest. Op dat feest wordt ze verliefd op een diplomaat.

## Rolverdeling
| Acteur             | Personage                |
| ------------------ | ------------------------ |
| Ginger Rogers      | Arlette Lafron           |
| Jean-Pierre Aumont | Pierre de Roche          |
| Adolphe Menjou     | Ambassadeur              |
| Melville Cooper    | Roland Latour            |
| Mikhail Rasumny    | Yves Cadubert            |
| Eduardo Ciannelli  | Baron Ferdinand Dvorak   |
| Mona Maris         | Vrouw van de ambassadeur |
| Henry Stephenson   | Priester                 |
| Basil Rathbone     | Professor Aristide       |